# Championnat du monde de jeu du chat
Le World Chase Tag ou championnat du monde de course poursuite (ou jeu du chat) s’est déroulé pour la première fois en 2016. Il se déroule chaque année le temps d’un week-end et voit s’affronter de nombreuses équipes composées de sportifs adeptes du parkour ou de ninja. Depuis 2018 plusieurs salles ont intégré l'activité WCT à leur offre de cours,,,, et certains des meilleurs athlètes actuels se définissent comme Chasers avant tout autre discipline.

La dernière édition de 2024 voit s’affronter 16 équipes mixtes et 6 féminines regroupant des athlètes venant du monde entier et s'est déroulé à Evry-Courcouronnes. Le WCT6 est d'ailleurs disponible sur Youtube.

## Création
Le World Chase Tag a été créé en 2012 par Christian Devaux et son frère Damien Devaux. Ce dernier fait du jeu du chat un sport compétitif et télévisuel tout en conservant des règles simples.
Le premier championnat mondial de cette discipline a lieu le 18 décembre 2016 au phare de Bow Creek. La pandémie de Covid-19 empêchera le déroulement des championnats de 2020 et 2021.

## Règles
Chaque match se déroule sur un Quad. À l’intérieur de ce carré sont placés des obstacles qui impacteront le déplacement des participants.
2 équipes de 6 athlètes maximum s’affrontent sur 16 manches. Le match est gagné par l’équipe qui marque le plus de points sur ces 16 manches.

### Détail d’une manche[10]
- Chaque manche dure 20 secondes et voit s’affronter un chat et une souris.
- Le chat a 20 secondes pour toucher la souris avec une de ses mains (une touche avec une autre partie du corps est interdite).
- Si le chat touche la souris, il devient la souris de la manche suivante. L’équipe adverse lui opposera alors un joueur pour être le nouveau chat.
- Si la souris s’échappe (n’est pas touchée dans les 20 secondes), elle fait marquer 1 point à son équipe et reste la souris pour la manche suivante. Un autre joueur de l’équipe adverse devient le chat.
- Si un athlète sort du terrain, il perd la manche.
- Les athlètes ont 25 secondes de repos avant chaque nouvelle manche.

Si, au bout des 16 manches, le match se termine sur une égalité, ce sont les règles de la mort subite qui commencent.

### Le Quad
Le Quad est le nom de l'aire de jeu. Il existe 2 versions de cet espace :
- 12 x 12 mètres : Le Quad « officiel » utilisé lors des compétitions nationales, continentales et mondiales. Il se compose de 11 obstacles principaux, pèse près de 3 tonnes et est assemblé à partir de 1 100 raccords tubulaires et près de 600 mètres linéaires de barres en acier galvanisé. Depuis 2022, 15 Quads ont été mis en service, dont 5 pour la France[12].
- 8 x 8 mètres : Version plus petite, créée spécifiquement pour un événement à Paris en 2019 par Damien Devaux. Il reprend 4 des 11 obstacles du Quad principal et est réservé à des événements et installations ne permettant pas d'accueillir le Quad de compétition.

Après chaque saison, l'équipe WCT se rassemble et propose des améliorations, notamment en ce qui concerne l'EQ. Il s'agit de l'« Evasion Quality », une valeur hypothétique représentant le niveau de protection qu'un obstacle (ou une zone sur le Quad) fournit à l'« Evader ». Plus l'EQ est élevé, plus la protection est importante. L'invention de ce terme est attribuée à Jason Matten.

## Premières éditions

### World Chase Tag (2016)
La première édition de World Chase Tag prend place au phare de Bow Creek le 16 décembre 2016.
Seules 4 équipes s’affrontent. La finale verra s’affronter les Marerro Gang (Angleterre) et les Fade. Pour cette première édition la victoire est acquise au meilleur des trois matchs de 10 manches. C’est au Tie-break que les Marerro Gang s’imposent et deviennent les champions du monde de jeu du chat.

### World Chase Tag 2 (2017)
Lors de l’édition de 2017 les Marrero Gang (Angleterre) remportent pour la deuxième fois le titre de champion du monde après une finale remportée face à l’équipe Fluidity (Royaume-Uni).

### World Chase Tag 3 (2018)
Le World Chase Tag 3 se déroule le 09 septembre 2018 au York Hall (en) de Londres. Le format de ce championnat du monde change lors de cette 3e édition avec la mise en place des matchs uniques à 16 manches. 6 équipes sont conviées : Marrero Gang (Angleterre), Ashigaru (Allemagne), Ape Escape (France), Urban Generation (Angleterre), Samurai 7 (Japon), The Boys (États-Unis). Chaque équipe joue deux matchs dont les résultats détermineront qui accèdera à la finale du tournoi.
Le match entre The Boys et Ape Escape comptabilisera 46 millions de vue sur YouTube (octobre 2022) ce qui demeure le record de vues pour un match de jeu du chat sur la plateforme. Urban Generations et Marrero Gang se qualifient pour la finale. Marrero Gang l’emporte et l’équipe devient championne du monde pour la 3e fois consécutive.

### World Chase Tag 4 (2019)
La 4e édition des World Chase Tag débute le 25 août 2019 et se déroule au York Hall de Londres.
8 équipes de 5 joueurs s’affrontent dans un tournoi qui débute au niveau des quarts de finale.
Les Marrero Gang (Angleterre) sont éliminés dès leur premier match contre les GNF (États-Unis). Les deux équipes françaises Blacklist et United se qualifient en demi-finales en battant respectivement les équipes Samuraï (Japon) et Urban Generation (Angleterre),. La dernière équipe qualifiée est l’équipe anglaise Breach qui bat l’équipe européenne Eurosquad.
La première demi-finale, parfois considérée comme le plus beau match du championnat, voit s’opposer les deux équipes françaises et se termine par la victoire de United en mort subite. De l’autre côté du tableau c’est l’équipe GNF qui l’emporte contre Breach.
La finale voit donc s’affronter United à GNF et ce sont les franco-suisses de United qui l’emportent 1-0 et deviennent ainsi les champions du monde de jeu du chat,.

## World Chase Tag 5 (2022)
Après deux années d’interruption pour cause de Covid-19, les World Chase Tag 5 reprennent au York Hall de Londres les 27, 28 et 29 mai 2022.
Cette nouvelle édition marque l’essor du format de World Chase Tag puisque ce sont 16 équipes, issues pour la plupart de championnats nationaux structurés, qui vont s’affronter dans un système de 4 poules de 4 équipes. Les premiers de chaque poule sont directement qualifiés pour les quarts de finale tandis que les 2e et 3e s’affrontent pour accéder aux quatre places restantes.
La récompense du tournoi s’élève à 12 000 $ pour le vainqueur (contre 5 000 $ en 2019).

### Phase de Groupe
Une victoire rapporte 3 points (et une défaite 0 point). Les matchs nuls rapportent 1 point et se résolvent à la mort subite. Gagner la mort subite confère 1 point supplémentaire.

#### Groupe A
|   | Équipe       | Pts | J | G | N | P | BP | BC | Diff |
| - | ------------ | --- | - | - | - | - | -- | -- | ---- |
| 1 | Apex ETH     | 9   | 3 | 3 | 0 | 0 | 9  | 1  | +8   |
| 2 | Phat         | 6   | 3 | 2 | 0 | 1 | 6  | 3  | +3   |
| 3 | Fata Morgana | 3   | 3 | 1 | 0 | 2 | 7  | 8  | -1   |
| 4 | Schlappen    | 0   | 3 | 0 | 0 | 3 | 4  | 14 | -10  |

| 27 mai | Phat         | 4-2 | Schlappen    |
| 27 mai | Fata Morgana | 1-4 | Apex ETH     |
| 27 mai | Phat         | 2-0 | Fata Morgana |
| 27 mai | Apex ETH     | 4-0 | Schlappen    |
| 27 mai | Apex ETH     | 1-0 | Phat         |
| 27 mai | Schlappen    | 2-6 | Fata Morgana |

#### Groupe B
|   | Équipe       | Pts | J | G | N | P | BP | BC | Diff |
| - | ------------ | --- | - | - | - | - | -- | -- | ---- |
| 1 | Apex Doge    | 9   | 3 | 3 | 0 | 0 | 8  | 0  | +8   |
| 2 | Parkour 59   | 6   | 3 | 2 | 0 | 1 | 6  | 4  | +2   |
| 3 | Kimeo        | 3   | 3 | 1 | 0 | 2 | 8  | 4  | -1   |
| 4 | Marrero Gang | 0   | 3 | 0 | 0 | 3 | 3  | 9  | -6   |

| 27 mai | Marrero Gang | 3-4 | Kimeo        |
| 27 mai | Parkour 59   | 0-4 | Apex Doge    |
| 27 mai | Marrero Gang | 0-3 | Parkour 59   |
| 27 mai | Kimeo        | 0-3 | Parkour 59   |
| 27 mai | Apex Doge    | 2-0 | Marrero Gang |
| 27 mai | Apex Doge    | 2-0 | Kimeo        |

#### Groupe C
|   | Équipe                | Pts | J | G | N | P | BP | BC | Diff |
| - | --------------------- | --- | - | - | - | - | -- | -- | ---- |
| 1 | Envy GNF              | 9   | 3 | 3 | 0 | 0 | 7  | 0  | +7   |
| 2 | Hollywood Freerunners | 5   | 3 | 1 | 1 | 1 | 6  | 6  | 0    |
| 3 | Overground            | 3   | 3 | 1 | 0 | 2 | 6  | 6  | 0    |
| 4 | UGen                  | 1   | 3 | 0 | 1 | 2 | 4  | 9  | -5   |

| 27 mai | Envy GNF              | 3-0  | UGen       |
| 27 mai | Hollywood Freerunners | 4-2  | Overground |
| 27 mai | Hollywood Freerunners | 0-2  | Envy GNF   |
| 27 mai | Overground            | 4-2  | UGen       |
| 27 mai | Envy GNF              | 2-0  | Overground |
| 27 mai | Hollywood Freerunners | 2*-2 | UGen       |

(*) Victoire par mort subite

#### Groupe D
|   | Équipe         | Pts | J | G | N | P | BP | BC | Diff |
| - | -------------- | --- | - | - | - | - | -- | -- | ---- |
| 1 | Blacklist      | 9   | 3 | 3 | 0 | 0 | 13 | 2  | +11  |
| 2 | Czech PK       | 6   | 3 | 2 | 0 | 1 | 5  | 8  | -3   |
| 3 | United         | 3   | 3 | 1 | 0 | 2 | 6  | 5  | +1   |
| 4 | Pasta Movement | 0   | 3 | 0 | 0 | 3 | 2  | 11 | -9   |

| 27 mai | Blacklist      | 6-0 | Czech PK       |
| 27 mai | Pasta Movement | 0-4 | United         |
| 27 mai | United         | 0-2 | Czech PK       |
| 27 mai | Pasta Movement | 0-4 | Blacklist      |
| 27 mai | Czech PK       | 3-2 | Pasta Movement |
| 27 mai | Blacklist      | 3-2 | United         |

### Extra «play-off»
Les équipes qui se classent 2e et 3e rencontreront respectivement les 3e et 2e d'une poule différente pour un extra « play-off ». Les quatre vainqueurs des rencontres entre 2e et 3e accèderont aux quarts de finale,,,.
| Kimeo | 3 - 1 | Czech PK |

| Fata Morgana | 2 - 1 | Hollywood Freerunners |

| United | 1 - 5 | Parkour 59 |

| Overground | 1 - 3 | Phat |

### Tableau final
|  | Quarts de finale | Quarts de finale |            |   | Demi-finale | Demi-finale |  |  | Finale | Finale |
|  | Quarts de finale | Quarts de finale |            |   | Demi-finale | Demi-finale |  |  | Finale | Finale |
|  |                  |                  |            |   |             |             |  |  |        |        |
|  |                  |                  |            |   |             |             |  |  |        |        |
|  |                  |                  |            |   |             |             |  |  |        |        |
|  | Apex ETH         | 3                |            |   |             |             |  |  |        |        |
|  | Apex ETH         | 3                |            |   |             |             |  |  |        |        |
|  | Kimeo            | 0                |            |   |             |             |  |  |        |        |
|  | Kimeo            | 0                | Apex ETH   | 2 |             |             |  |  |        |        |
|  |                  |                  | Apex ETH   | 2 |             |             |  |  |        |        |
|  |                  | Apex Doge        | 0          |   |             |             |  |  |        |        |
|  | Apex Doge        | Apex Doge        | 0          | 4 |             |             |  |  |        |        |
|  | Apex Doge        |                  |            | 4 |             |             |  |  |        |        |
|  | Fata Morgana     | 0                |            |   |             |             |  |  |        |        |
|  | Fata Morgana     | 0                | Apex ETH   | 2 |             |             |  |  |        |        |
|  |                  |                  | Apex ETH   | 2 |             |             |  |  |        |        |
|  |                  | Parkour 59       | 0          |   |             |             |  |  |        |        |
|  | Envy GNF         | Parkour 59       | 0          | 1 |             |             |  |  |        |        |
|  | Envy GNF         |                  |            | 1 |             |             |  |  |        |        |
|  | Parkour 59       | 2                |            |   |             |             |  |  |        |        |
|  | Parkour 59       | 2                | Parkour 59 | 2 |             |             |  |  |        |        |
|  |                  |                  | Parkour 59 | 2 |             |             |  |  |        |        |
|  |                  | Phat             | 0          |   |             |             |  |  |        |        |
|  | Blacklist        | Phat             | 0          | 0 |             |             |  |  |        |        |
|  | Blacklist        |                  |            | 0 |             |             |  |  |        |        |
|  | Phat             | 1                |            |   |             |             |  |  |        |        |
|  | Phat             | 1                |            |   |             |             |  |  |        |        |

Les matchs se sont déroulés les 28 et 29 mai 2022 et ont été diffusés ultérieurement,,,,,,.
Apex ETH remporte la finale et devient le champion du monde de jeux du chat. Parkour 59 finit vice-champion du monde pour sa première participation à la compétition.

## World Chase Tag 6 (2024)
Le World Chase Tag 6 (WCT6) a marqué une étape importante dans l'évolution du tag compétitif en amenant les championnats du monde à Évry-Courcouronnes, en France, du 26 au 28 avril 2024. Cet événement était notable pour être le premier championnat mondial de Chase Tag organisé en dehors de Londres, démontrant l'expansion mondiale croissante du sport. Le WCT6 a présenté une compétition intense parmi les meilleurs athlètes, avec 22 équipes et près de 130 participants du monde entier, répartis dans les divisions ouverte et féminine.

### Phase de Groupe
Une victoire rapporte 3 points (et une défaite 0 point). Les matchs nuls rapportent 1 point et se résolvent à la mort subite. Gagner la mort subite confère 1 point supplémentaire.

## Palmarès
| Année | Vainqueur             | Deuxième          |
| ----- | --------------------- | ----------------- |
| 2016  | Marrero Gang          | Fade              |
| 2017  | Marrero Gang          | Fluidity          |
| 2018  | Marrero Gang          | Urban Generations |
| 2019  | United                | GNF               |
| 2022  | Apex ETH              | Parkour 59        |
| 2024  | Hollywood Freerunners | Kimeo             |

## Évolution
Le nombre de centres proposant l'activité Chase Tag est passé de 2 en 2021 à 20 en 2023. Le Chase Tag poursuit son ascension sur les réseaux sociaux avec des pics à plus de 100 millions de vues et a commencé à être diffusé en France par la chaîne l'Équipe, tous les lundis soirs de mai 2023 à septembre 2023. La diffusion du Championnat Américain sur ESPN entre octobre et décembre 2022 à touché près de 83 millions de ménages.
World Chase Tag et ses organes continentaux (EMEA pour l'Europe, le Moyen-Orient & l'Afrique, PANAM pour l'Amérique du Nord, centrale et du Sud et APAC pour l'Asie et le Pacifique) organisent régulièrement des séminaires de formation et de certification des intervenants autorisés à exploiter la licence World Chase Tag.

### Rémunération pour l'utilisation du nom
World Chase Tag & Chase Tag sont des marques déposées, chaque entreprise qui veut utiliser le nom doit payer une redevance.